# Elias Cairel
Elias Cairel o Cayrel o Cairels o Carelz o Caire, anche scritto Eliàs Cairèl (Sarlat, ... – Sarlat, ...; fl. 1204-1222) è stato un trovatore francese che ha viaggiato da una parte all'altra del Mediterraneo e ha partecipato agli eventi più importanti del suo tempo.

## Biografia
Ha partecipato alla quarta crociata stabilendosi poi nel Regno di Tessalonica alla corte di Bonifacio I del Monferrato (1204-1208/10) prima di ritornare verso l'Europa occidentale, dove soggiornerà sia in Spagna (alla corte di Alfonso IX, 1210-11) che in Lombardia (1219-1222/24). Della sua opera ci sono pervenute quattordici testi: dieci cansos, una tenzone, un descort, un sirventes e una canzone di crociata.

### Biografia antica
(Il trovatore Elias Cairel, Modena, Ed. Giosuè Lachin 2004, p. 68)
La vida di Elias è conservata in quattro manoscritti, in due versioni molto diverse tra loro: è possibile che la seconda versione sia stata scritta per "confutare" la prima, che non offre un ritratto positivo del trovatore. Secondo il suo biografo, Elias, orefice, argentiere e dessegnaire d'armas ('disegnatore di blasoni'), si diede all'attività di menestrello. Secondo una delle vidas, Elias cantava male e parlava peggio, ma ben escrivia motz e sons, cioè "scriveva (o trascriveva) bene parole e musica"), il che implica una distinzione tra la sua composizione e la sua scrittura. Nella seconda versione della "vida" si dice invece che saup be letras e fo molt sotils en trobar (fu buon letterato e fu molto raffinato nel comporre, trad. di G. Lachin). Si presume sia ritornato dalla Romania per morire, come dice anche la biografia antica, a Sarlat, in Périgord.

## Produzione poetica
Elias ha composto la sua unica tenso con la trobairitz Ysabella, probabilmente una nobildonna di alto rango d'Italia o di Grecia. Probabilmente si tratta dell'Isabella che fu prima amante e poi moglie di Ravano dalle Carceri, possibile destinataria anche di altre poesie del trovatore. In una poesia di Cairel si fa riferimento a Ruiz Díaz de Coneros (Roiz Dies), un nobile castigliano, e un'altra è esplicitamente inviata a Conon de Béthune (mon seignor Coino), uno dei più importanti signori del tempo, che fu anche troviero e crociato. Elias può aver partecipato alla Battaglia di Las Navas de Tolosa nel 1212.
Nella sua Toz m'era de chantar gequiz, il trovatore bolognese Rambertino Buvalelli chiede ad Elias di consegnare la poesia a Beatrice d'Este (morta nel 1226) allorché si sarebbe messo in viaggio per andare alla corte di Azzo VII a Este.

### Opere

#### Cansos
- Abril ni mai non aten de far vers
- Ara no vei puoi ni comba
- Estat ai dos ans (indirizzata a Ysabella)
- Freit ni ven, no·m posc destreigner
- Lo rossinhols chanta tan dousamen
- Mout mi platz lo doutz temps d'abril (indirizzata a Ysabella)
- Per mantener joi e chant e solatz
- Si cum cel qe sos compaignos
- So qe·m sol dar alegranssa
- Totz mos cors e mos sens (indirizzata a Ruiz)

#### Canso de Crosada
- Qui saubes dar tan bo conselh denan

#### Descort
- Qan la freidors irais l'aura dousana

#### Sirventes
- Pois chai la fuoilla del garric

#### Tenso
- N'Elyas Cairel, de l'amor (con Ysabella)

#### Componimenti attribuiti di altri trovatori
- Amors, ben m'avetz tengut (Elias de Barjols)
- Ar agues eu mil marcs de fin argen (Pistoleta)
- En atretal esperansa (Guiraut de Salaignac)